# Annihilator
Annihilator er et canadisk metal-band startet i 1984 af guitaristen Jeff Waters. Der har været mange udskiftninger i bandet, der nu består af Dave Padden, Jeff Waters, Russell "The Woodsman" Bergquist og Alex Landenburg.

## Udgivelser
- Alice in Hell (1989)
- Never, Neverland (1990)
- Set the World on Fire (1993)
- Bag of Tricks (compilation) (1994)
- King of the Kill (1994)
- Refresh the Demon (1996)
- In Command (live) (1996)
- Remains (1997)
- Criteria for a Black Widow (1999)
- Carnival Diablos (2001)
- Waking the Fury (2002)
- Double Live Annihilation (live) (2003)
- The Best of Annihilator (compilation) (2004)
- All for You (2004)
- Wacken Open Air Festival 2003 (2004) – bootleg
- The One (EP) (2004)
- Schizo Deluxe (2005)
- Metal (2007)
- Annihilator (2010)
- Feast (2013)
- Suicide Society (2015)
- For the Demented (2017)
- Ballistic, Sadistic (2020)

### Singles
- Stonewall (1990)
- Phoenix Rising (1991
- Never, Neverland (1991)
- Set the World on Fire (1993)

### Demos & Promos
- Welcome To Your Death (1985)
- Phantasmagoria (1986)
- Alison Hell (1988)
- The Fun Palace (promo) (1990)
- I'll Show You My Gun (promo) (1994)

### DVD
- Ten Years In Hell (2006)